# Anglesea Heath

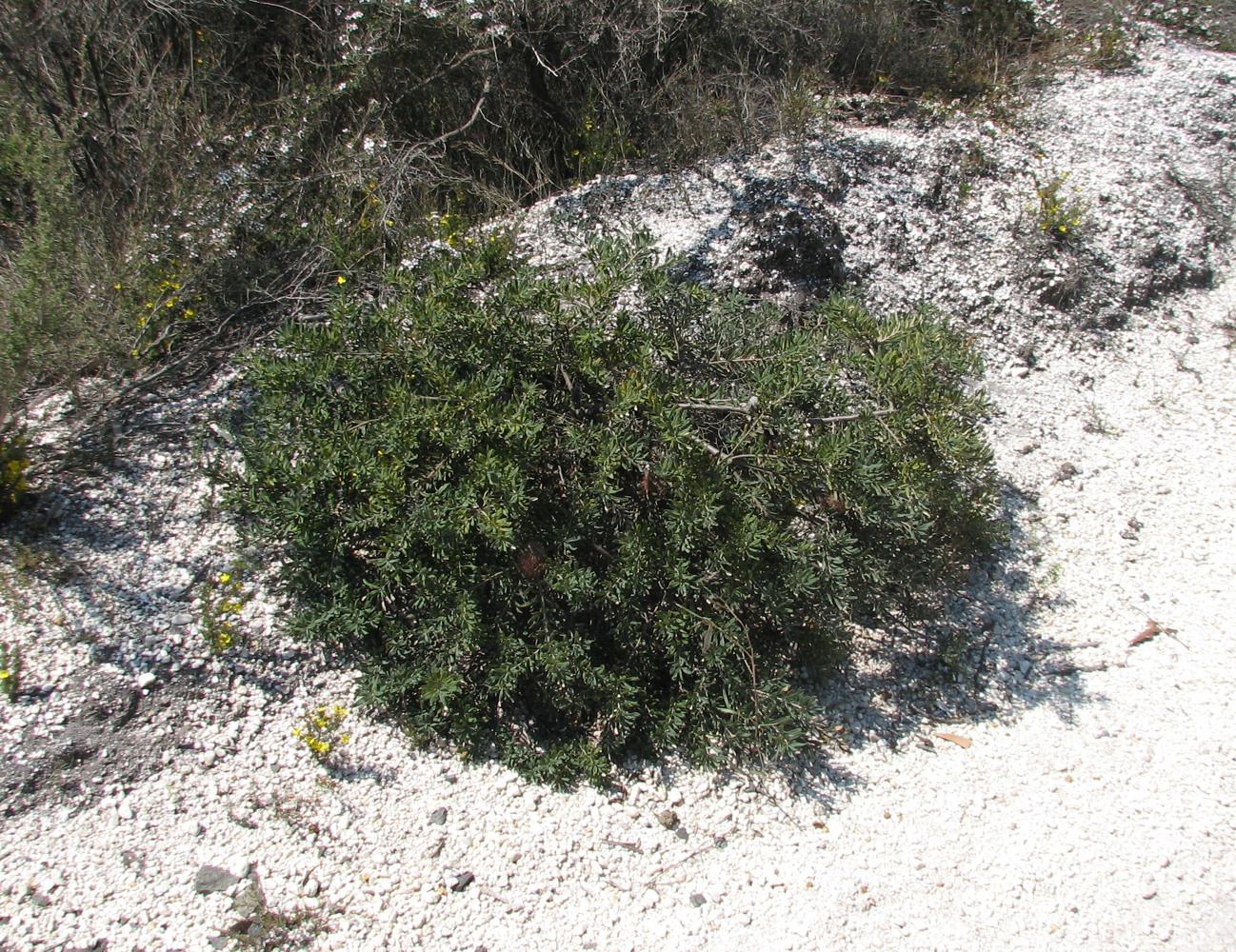
Banksia marginata in der Anglesea Heath

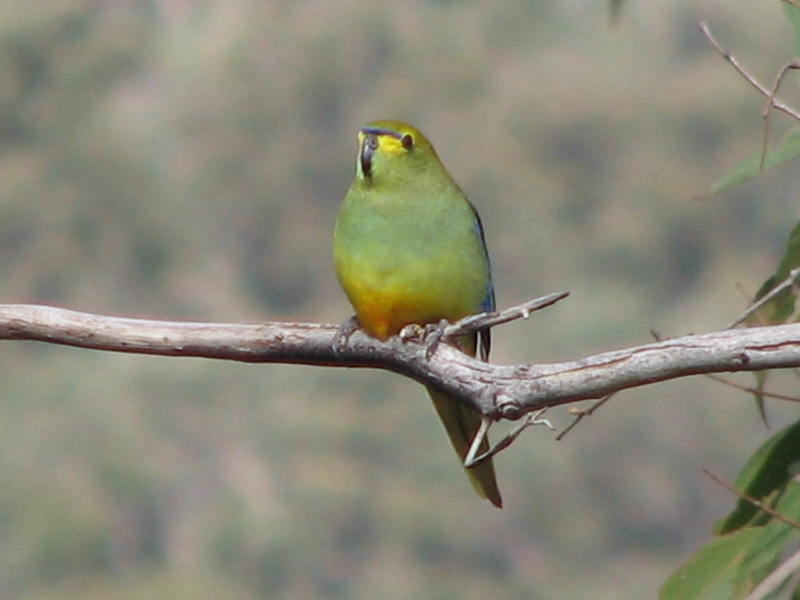
Neophema chrysostoma in der Anglesea Heath

Die Anglesea Heath (deutsch: Anglesea Heide) ist ein 72 km² großes Naturschutzgebiet, eine Heide mit Buschland und offenen Wälder in Victoria, im südöstlichen Australien. Das Schutzgebiet liegt 100 km südwestlich von Melbourne. Die Ortschaft Anglesea befindet sich im Süden dieser Landschaft, die von der Great Ocean Road erreicht werden kann. Nicht unter Naturschutz stehen 5 km², auf denen sich das Kraftwerk Anglesea der Alcoa World Alumina and Chemicals und das zugehörige Kohlebergwerk befinden.

## Naturschutz
Das Naturgebiet ist wegen seiner biologischen Vielfalt und Bedeutung am 30. Juni 1992 in die Australian National Heritage List eingetragen worden. Diese Landschaft wird mit der 200 Kilometer existierenden Landschaft der Grampians Mountains verglichen.
67 km² stehen unter Verwaltung der staatlichen Naturschutz-Organisation Park Victoria. Das Naturschutzgebiet zählt zu dem reichhaltigsten Landschaften Victorias, denn dort wachsen 620 unterschiedliche Pflanzenarten, darunter 80 Orchideenarten, von denen 8 selten und 2 endemisch sind. Es sind ein Viertel der Orchideenarten, die in Victoria wachsen. In dem Gebiet wurden etwa 100 Vogel- und 29 Säugetierarten gezählt.